# Antonín Jakubík
Antonín Jakubík (* 25. října 1931 Malý Újezd) byl český a československý politik KSČ, za normalizace ministr obchodu České socialistické republiky.

## Biografie
Pocházel z dělnické rodiny. Vystudoval Obchodní akademii v Mělníku a pak pracoval v podniku Severočeské tukové závody. Vystudoval Vysokou školu hospodářských a politických věd a do roku 1962 pracoval v podniku Restaurace a jídelny. Od roku 1962 působil v sekretariátu vládního výboru pro cestovní ruch na ministerstvu obchodu. V roce 1974 se stal generálním ředitelem trustu podniků cestovního ruchu Čedok. Byl aktivní též jako funkcionář KSČ.
V listopadu 1976 byl jmenován členem české třetí vlády Josefa Korčáka jako ministr obchodu. Ve funkci setrval i v čtvrté vládě Josefa Korčáka až do roku 1986.